# Storsjön (Norbergs socken, Västmanland, 667288-150936)
Storsjön är en sjö i Norbergs kommun i Västmanland och ingår i Dalälvens huvudavrinningsområde. Sjön är 13,9 meter djup, har en yta på 1,14 kvadratkilometer och befinner sig 151,2 meter över havet. Sjön avvattnas av vattendraget Storsjöån.

## Delavrinningsområde
Storsjön ingår i det delavrinningsområde (667400-150889) som SMHI kallar för Utloppet av Storsjön. Medelhöjden är 163 meter över havet och ytan är 6,93 kvadratkilometer. Det finns inga avrinningsområden uppströms utan avrinningsområdet är högsta punkten. Storsjöån som avvattnar avrinningsområdet har biflödesordning 3, vilket innebär att vattnet flödar genom totalt 3 vattendrag innan det når havet efter 142 kilometer. Avrinningsområdet består mestadels av skog (78 procent). Avrinningsområdet har 1,14 kvadratkilometer vattenytor vilket ger det en sjöprocent på 16,5 procent.